# Kolorieren

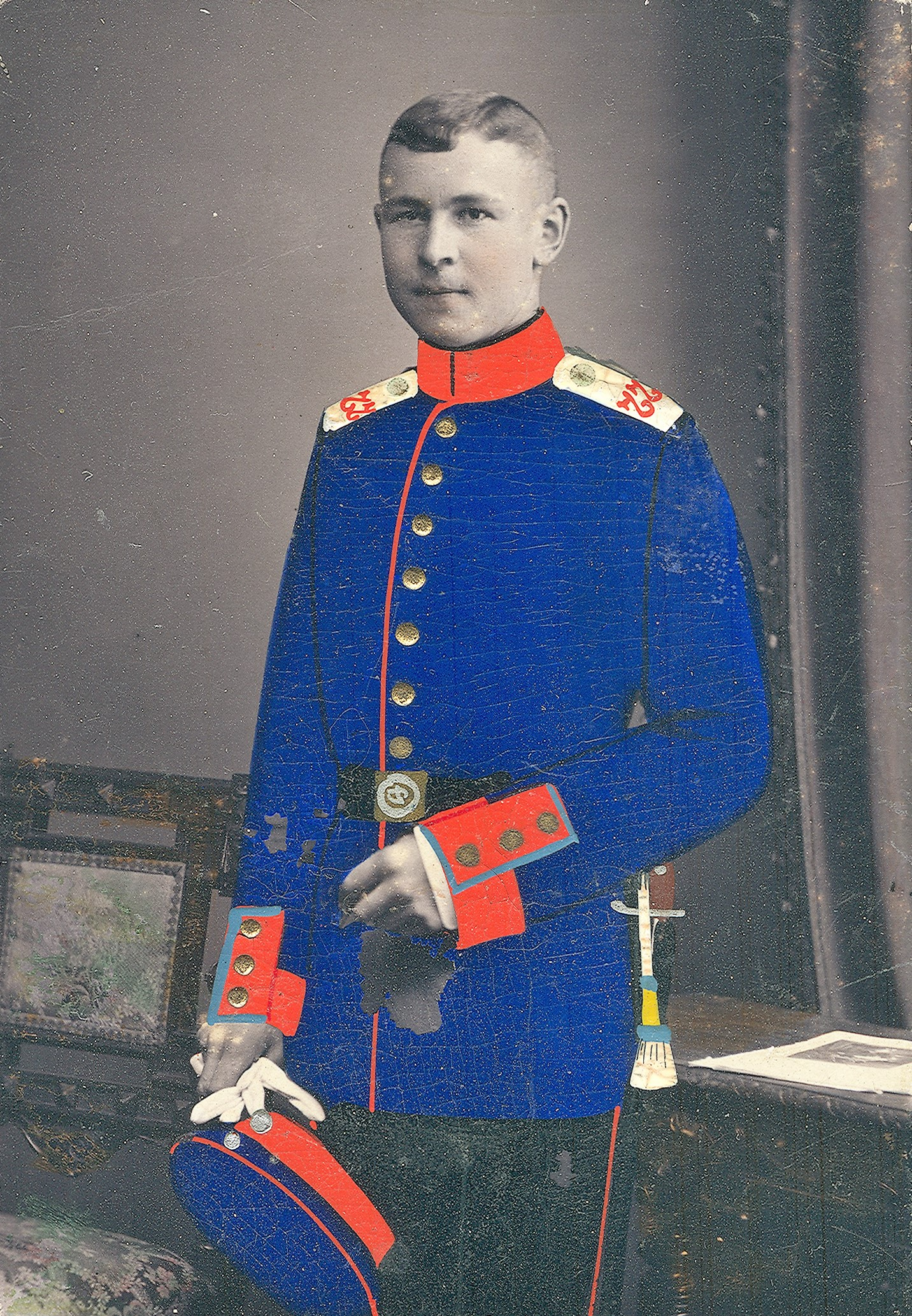
In verschiedenen Techniken kolorierte Carte de Visite, um 1890

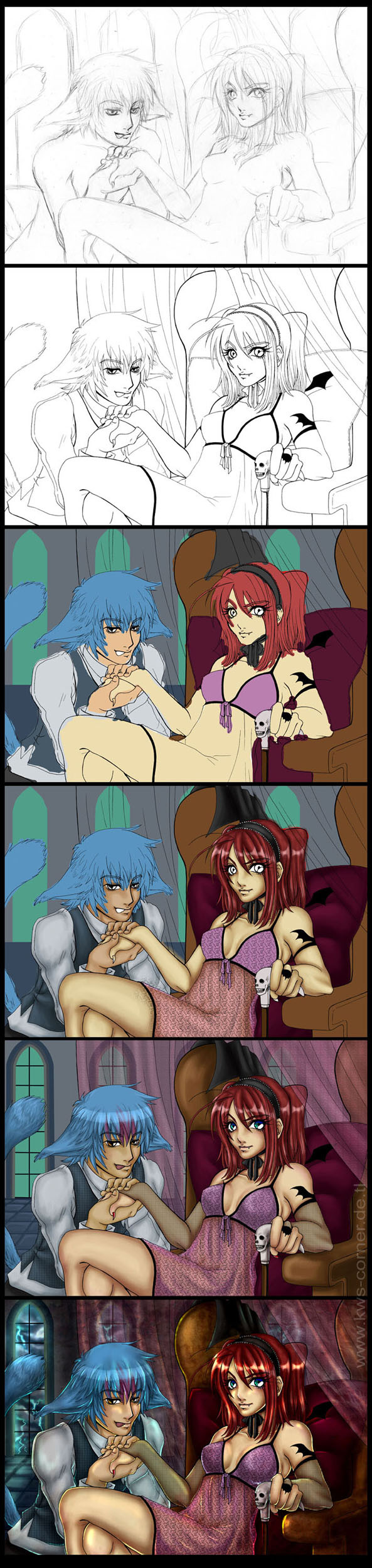
Kolorierung einer Manga-Szene

Der Begriff kolorieren (lat. colorare ‚färben’, ‚bemalen‘) bezeichnet das Färben monochromer bildlicher Darstellungen. Zur Kolorierung eignen sich zum Beispiel Zeichnungen, Illustrationen, Drucke, Grafiken, Fotografien und Filme.

## Geschichte

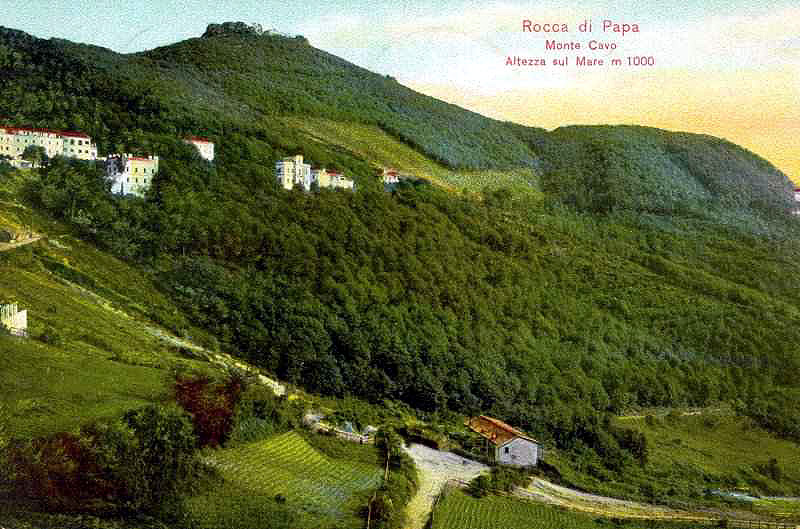
Rocca di Papa in der Campagna Romana mit dem Monte Cavo (handkolorierte Postkarte von 1910)

Die Ursprünge der Technik führen auf die mittelalterliche Buchkunst zurück. Damals wurden Schwarz-Weiß-Illustrationen in Büchern (Einzelanfertigung oder ganze Auflagen) aufwendig manuell eingefärbt (siehe Buchmalerei). Später wurden Holzschnitte, Kupferstiche und andere Vorlagen mit Farben versehen, zunächst manuell (Handkolorierung) und später auch maschinell mittels verschiedener Druckverfahren. Dabei spricht man im Antiquariatshandel von altkoloriert bzw. Altkolorit, wenn die Kolorierung zum Zeitpunkt der Herstellung der Vorlage hergestellt wurde, und von neu koloriert bzw. Neukolorit bei wesentlich späterer Kolorierung. Beide Begriffe sind aber buch- oder bibliothekswissenschaftlich nicht als Termini technici etabliert.
Die Technik des Kolorierens von Filmmaterial kam nach der Erfindung der Schwarz-Weiß-Fotografie auf. Papierbilder (Positive) oder Dias wurden ganz oder teilweise mittels farbiger Lasur (Eiweißlasur) koloriert. Die Farbe wurde verdünnt in mehreren Schichten aufgetragen. Die Erfindung des Farbfilms löste die Kolorierung zu dokumentarischen Zwecken ab. Die Kolorierung wird heute noch in der Kunstfotografie angewendet.
Durch die Einführung der digitalen Bildbearbeitung wurde die Produktion von kolorierten Fotografien vereinfacht. Bildbearbeitungsprogramme wie Adobe Photoshop, Paint Shop Pro oder GIMP unterstützen die Kolorierung durch verschiedene Techniken und Funktionen. Damit können ausgewählte, abgegrenzte Bildteile eingefärbt werden.
Historische Filmdokumente in Schwarz-Weiß werden in Einzelfällen mit Hilfe von Software ebenfalls koloriert. Es gab jedoch auch zuvor handkolorierte Stummfilme. Filme können zudem am Computer nachkoloriert werden, um intensivere Farben zu erreichen.

## Die einzelnen Techniken

### Aufmalen von Farben
Ein Schwarz-Weiß-Bild wird als Ganzes oder in Teilen durch lavierendes Aufmalen von Farben koloriert. (Diese Technik kann auch auf Farbfotos angewendet werden, wenn diese vor dem Kolorieren mit einem Bildbearbeitungsprogramm im Computer auf die Graustufen reduziert wird.) Manuelles Kolorieren erfordert viel Geschick. Die Farbe wird mit Pinsel, Wattestäbchen und/oder weichen Tüchern dünn und gegebenenfalls mehrschichtig aufgetragen. Dunkle Bildstellen benötigen mehr Farbe, helle Grauwerte umso weniger bis gar keine Farbe. Es wäre falsch zu glauben, man müsse beim Kolorieren die Lichter ausmalen (gutes Bildbeispiel: siehe unten).

### Entfärben

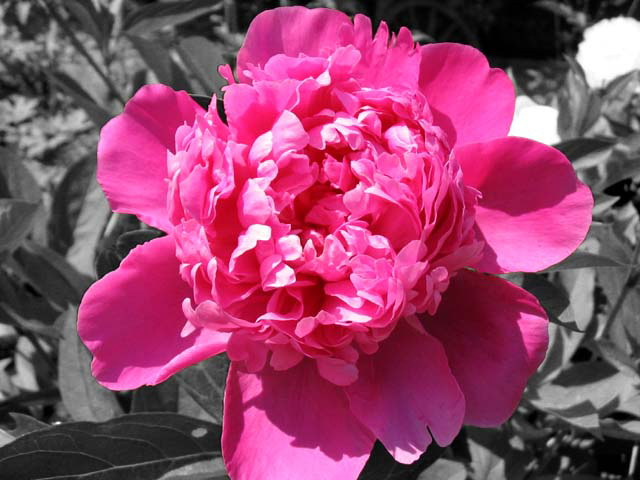
Teilweises Entfärben eines Fotos

Insbesondere ermöglichen Bildbearbeitungsprogramme nicht nur das Auftragen von Farbe auf einer Schwarz-Weiß-Fotografie, sondern auch das Entfärben von Teilen einer Farbfotografie. Bei ausgewählten Bildbereichen kann man die Farben auswässern oder in Schwarz-Weiß konvertieren. Bei dieser Technik handelt es sich zwar nicht um Kolorieren im engeren Sinne, doch das Resultat ist vergleichbar. Die farbigen Bereiche zeigen die Originalfarben, was beim Kolorieren nicht oder nur annäherungsweise möglich ist.

### Tonen
Bei dieser Technik werden Schwarz-Weiß-Fotos braun oder blau (monochrom) eingefärbt. Mit Programmen zur Bildbearbeitung ein Kinderspiel und in allen Farbnuancen möglich; in der Laborfotografie sind allerdings oft aufwendige Bäderansätze und Experimente erforderlich, um das gewünschte Ergebnis zu erzielen. Das zu tonende Foto sollte in der Regel kräftige Kontraste aufweisen. Gebräuchlichster Farbton ist Sepia (heller Braunton), stufenlos mischbar von gelblich braun bis dunkelbraun. Kann nachträglich mit Goldtoner zu einer rötlichen Tönung weiter verarbeitet werden. Diese Technik wird oft angewendet, um ein Bild künstlich altern zu lassen. Bei einer Tonung bleiben die Lichter weiß. Dunkle Schatten ergeben dunkle bis schwarze Brauntöne. Helle Grauwerte ergeben helle Brauntöne.

## Kolorierung von Filmen
Filme wurden aus zwei Gründen koloriert: Erstens aus künstlerischen Gründen, zu Beginn, weil kein Farbfilmmaterial vorhanden war, später auch, um spezielle Effekte zu erzielen und zweitens, um aus alten Schwarz-Weiß-Filmen farbige Filme zu gestalten. Das war nötig, weil Schwarz-Weiß-Filme nicht mehr modern waren oder weil komplette Farbfilme oder Teile von Farbfilmen nur noch in Schwarz-Weiß verfügbar waren, um sie zu rekonstruieren. Die Nachkolorierung ursprünglicher Schwarz-Weiß-Filme ist umstritten, da die ursprüngliche künstlerische Gestaltung auf den Schwarz-Weiß-Film ausgerichtet war. Aus Marketinggründen wurden aber in den USA zahlreiche Filme nachträglich koloriert.

### Kolorierung von Schwarz-Weiß-Filmen
Früher mussten Schwarz-Weiß-Filme noch von Hand koloriert werden, wobei jedes Einzelbild mühevoll eingefärbt wurde. In den 1990er Jahren arbeiteten Studios zunehmend mit Computerroutinen eigens entwickelter Programme, die zumindest eine gewaltige Arbeitserleichterung mit sich brachten. Beim Kolorieren von Schwarz-Weiß-Filmen müssen demnach bei fast allen geläufigen Verfahren (z. B. von Legend Films oder Timebrush) bestimmten Bildarealen (sogenannten Regions) eindeutige Farbtöne zugewiesen werden, was mitunter sehr zeitraubend und rechenaufwendig sein kann.
Weil die meisten gängigen Computeralgorithmen verwaschene oder schwach konturierte Areale nicht exakt abgrenzen können, muss häufig von Hand nachgearbeitet werden. Auch das Abgrenzen von Haar- und Gesichtsfarbe kann sehr problematisch sein, weshalb die Studios während des gesamten Prozesses unabhängig von der eingesetzten Software auf zeitintensive manuelle Korrekturen angewiesen sind, welche die Kosten extrem in die Höhe treiben können. Ein weiteres erhebliches Problem ist das Region Tracking, also die exakte Anpassung der Grenzlinien zwischen den Farbregionen infolge der Bildbewegungen. Auch hier muss meist noch von Einzelbild zu Einzelbild nachgebessert werden.
Die zwei wesentlichen Schritte sind 1. das Farbdesign für die einzelnen Szenen, 2. die eigentliche digitale Kolorierung.
An der Benin School of Engineering and Computer Science der Hebräischen Universität Jerusalem wurde 2005 ein Verfahren entwickelt, das erstmals eine halbautomatische Kolorierung möglich macht und die Kosten dramatisch senken soll. Dabei soll auf einem schwarz-weißen Ausgangsbild bestimmten Arealen eine definitive „Wunschfarbe“ zugewiesen werden, auf deren Grundlage das Computerprogramm abhängig von den wechselnden Grautönen (Graupixeln) ein festes Farbschema ausarbeitet, das während des Rechenprozesses auf folgende Einzelbilder und damit auf einen Teil des Films übertragen wird. Sobald die Farbzuordnung ab einem bestimmten Einzelbild nicht mehr korrekt arbeitet (z. B. aufgrund von Szenenwechsel) ist eine erneute Zuweisung von Farben erforderlich.

### Farbrekonstruktion bei Schwarz-Weiß-Fernsehfilmen, die ursprünglich in Farbe gedreht wurden
In den 1960er und 1970er Jahren wurden zahlreiche ursprünglich in Farbe gedrehte Filme aus Archiven entfernt und vernichtet. Von einigen dieser Filme lagen nur noch (farbige) Kopien auf 16-mm-Film vor, von einigen auch nur Schwarz-Weiß-Fernsehaufzeichnungen auf Videoband.
Das ermöglicht in einigen Fällen die Rekonstruktion der Farbaufnahmen.

#### Rekonstruktion mit Hilfe vorhandener Fernsehaufzeichnungen
Bei einzelnen Filmen der britischen Science-Fiction-Serie Doctor Who wurden vom „Doctor Who Restoration Team“ Schwarz-Weiß-Filme mit Hilfe von noch vorhandenen farbigen Videoaufzeichnungen koloriert und damit restauriert. Hierzu wurde die Farbinformation der Fernsehaufzeichnungen mit der Helligkeitsinformation der Schwarz-Weiß-Aufzeichnung kombiniert.

#### Rekonstruktion durch manuelles oder halbautomatisches Kolorieren
Rekonstruktion durch manuelles oder halbautomatisches Kolorieren wird angewendet, wenn keine der anderen Methoden verfügbar sind. Es eignet sich wegen der hohen Kosten besonders, wenn nur kurze Stücke zu kolorieren sind. Das Verfahren wird im Abschnitt Kolorierung von Schwarz-Weiß-Filmen genauer erläutert. Ein Beispiel ist Dinner for One.

#### Rekonstruktion mit Hilfe des Musters, das der Farbträger auf Schwarz-Weiß-Bildern hinterlässt
Es gibt eine Möglichkeit der Farbrekonstruktion von ursprünglich farbigen, aber nur noch als Schwarz-Weiß-Kopien vorhandenen Fernsehfilmen: Auf den Schwarz-Weiß-Bildern von Filmkopien gibt es charakteristische Muster, sogenannte chroma dots, die von dem auf einer Trägerfrequenz modulierten Farbsignal herrühren. Die modulierte Trägerfrequenz findet sich als Ortsfrequenz der chroma dots wieder, die in einigen Fällen zur Farbrekonstruktion verwendet werden können. Der erste Film, in dem diese Technik erfolgreich angewendet wurde, ist eine Episode von 1969 aus der BBC-Fernsehserie Dad’s Army. Die Idee, so eine Methode zu entwickeln, stammt von James Insell und wurde in der von ihm gegründeten Colour Recovery Working Group (Arbeitsgruppe zur Rekonstruktion der Farben) in Software umgesetzt, erste Ergebnisse erzielten Andrew Browne und Andrew Steer, der Durchbruch gelang mit einem Programm von Richard Thomas Russell, der später aus dieser Gruppe ausgetreten ist und ein Wiki zum Thema betreibt.
Für die Rekonstruktion der dritten Episode von Planet of the Daleks der britischen TV-Serie Doctor Who wurde eine Kombination aus dieser Methode und der klassischen Kolorierung verwendet.
Beispiel für Farbrekonstruktion nach der Methode von Richard Russell
Für das Beispiel wurde ein Farbbild als Ausgangspunkt verwendet. Die Muster im Schwarz-Weiß-Bild des Beispiels wurden durch Software berechnet. Im Originalverfahren wurden sie vom Fernseher abfotografiert.
Das Verfahren eignet sich für PAL. Es lässt sich nicht für NTSC-Aufnahmen verwenden. Das hängt unter anderem damit zusammen, dass jede Farbzeile am Beginn eine Reihe von Synchronisationssignalen enthält, die auf dem normalen Fernsehbild nicht sichtbar sind und somit auch nicht abfotografiert wurden. Damit ist zunächst die Phasenlage des Farbsignals verloren gegangen. Bei der Rekonstruktion wird die Eigenschaft ausgenutzt, dass bei PAL das rote Farbdifferenzsignal jeder zweiten Bildzeile zur vorigen um 180 Grad phasenverschoben ist. Wegen der spezifischen Eigenschaften von PAL lassen sich die Farben bis auf die absolute Zuordnung zu einem von vier Farbquadranten rekonstruieren. Durch Auswahl des „richtigen“ Bildes aus einem von vier möglichen anhand bekannter Farben, zum Beispiel anhand der Hauttöne, ist die Rekonstruktion möglich. Das Verfahren funktioniert trotz globaler geometrischer Verzerrungen, da diese sich bei PAL kompensieren lassen.
Die Rekonstruktion der Originalfilme wird erschwert dadurch, dass die Bilder auf den Filmen Verzerrungen aufweisen. Außerdem wurden die Muster als Störungen betrachtet. Bei einer Reihe der alten Filme wurden vor dem Abfilmen elektronische Filter eingesetzt, die die Musterbildung verhindern sollten. Wenn durch die Filterung die Farbmuster beseitigt wurden, ist die Rekonstruktion nicht mehr möglich.

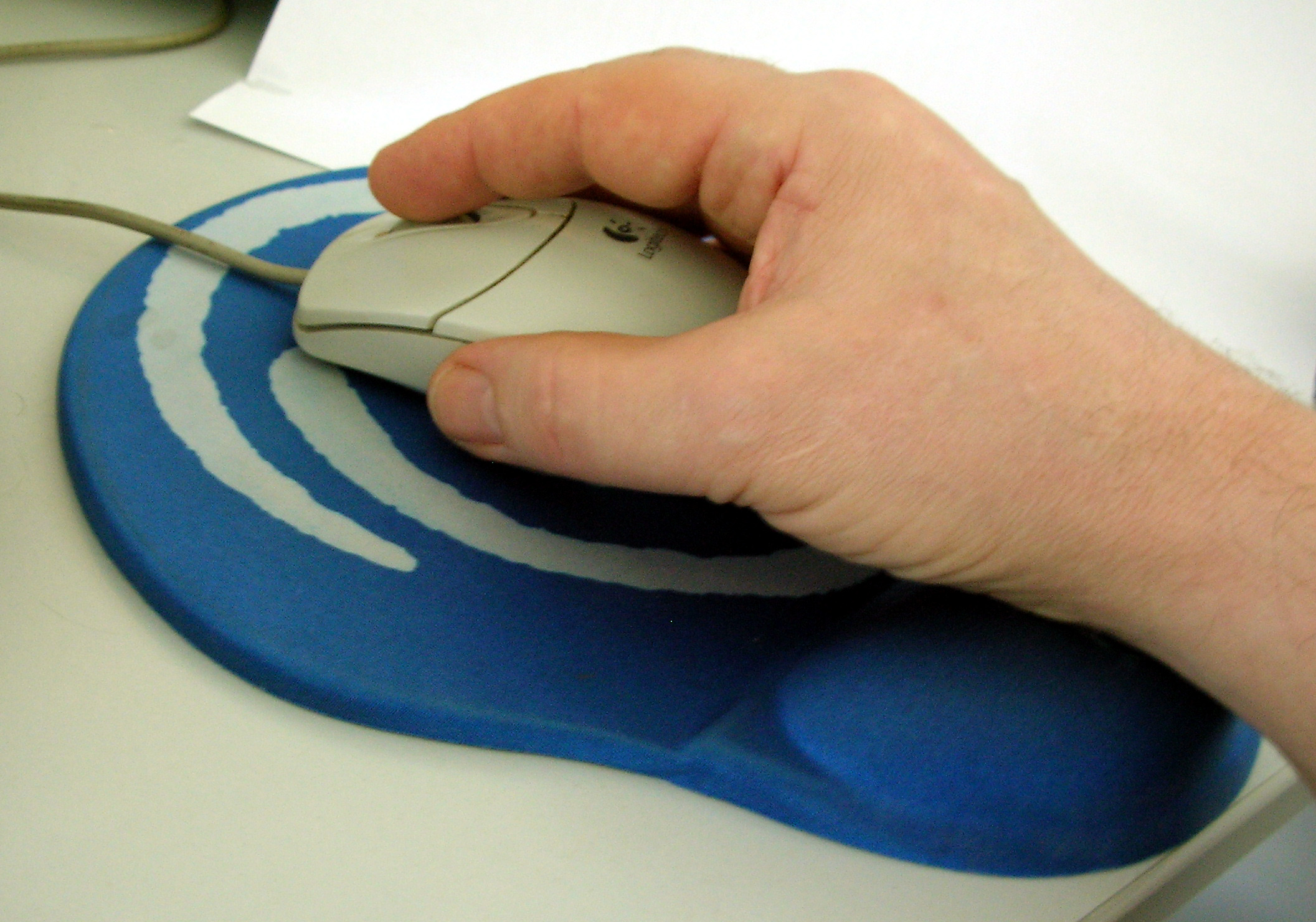
Originalbild
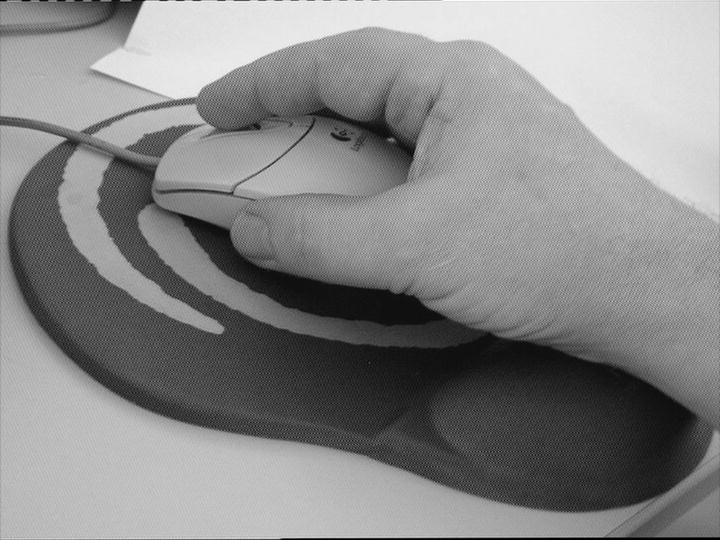
Schwarz-Weiß-Bild mit schwarz-weißen Farbmustern (chroma dots)
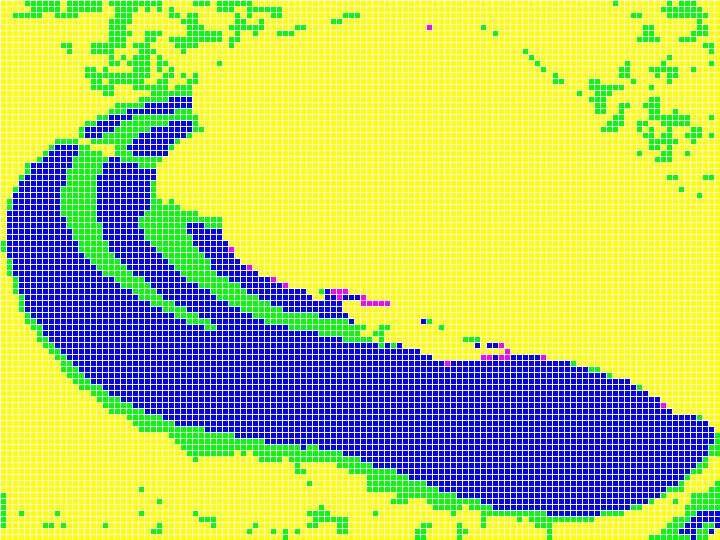
Berechnung der Quadranten für die vollständige Rekonstruktion
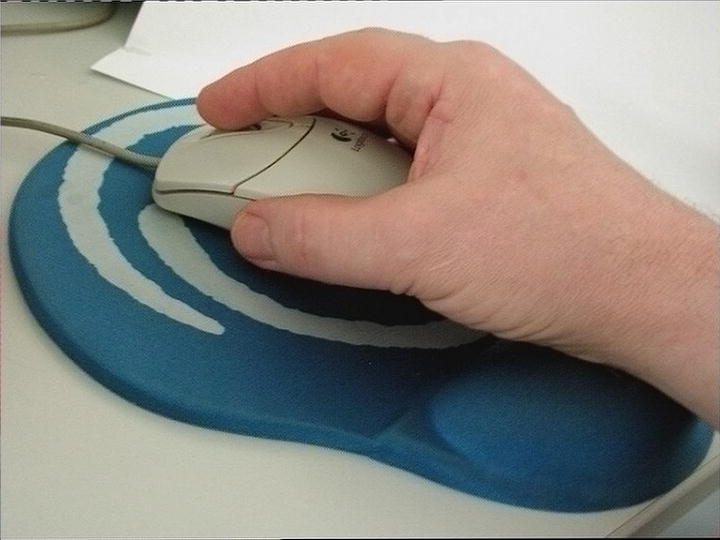
Rekonstruiertes Farbbild